# Eptesicus
Eptesicus é um gênero de morcegos da família Vespertilionidae.

## Espécies
- Eptesicus anatolicus Felten, 1971
- Eptesicus andinus J. A. Allen, 1914
- Eptesicus bobrinskoi Kuzyakin, 1935
- Eptesicus bottae (Peters, 1869)
- Eptesicus brasiliensis (Desmarest, 1819)
- Eptesicus chiriquinus Thomas, 1920
- Eptesicus diminutus Osgood, 1915
- Eptesicus floweri (de Winton, 1901)
- Eptesicus furinalis (d'Orbigny, 1847)
- Eptesicus fuscus (Palisot de Beauvois, 1796)
- Eptesicus gobiensis Bobrinskii, 1926
- Eptesicus guadeloupensis Genoways e Baker, 1975
- Eptesicus hottentotus (A. Smith, 1833)
- Eptesicus innoxius (Gervais, 1841)
- Eptesicus isabellinus Temminck, 1840
- Eptesicus japonensis Imaizumi, 1953
- Eptesicus kobayashii Mori, 1928
- Eptesicus langeri
- Eptesicus lobatus Zagorodniuk, 2009
- Eptesicus nilssonii (Keyserling e Blasius, 1839)
- Eptesicus ognevi Bobrinski, 1918
- Eptesicus orinocensis
- Eptesicus pachyomus Tomes, 1857
- Eptesicus pachyotis (Dobson, 1871)
- Eptesicus platyops (Thomas, 1901)
- Eptesicus serotinus (Schreber, 1774)
- Eptesicus taddeii Miranda, Bernardi e Passos, 2006
- Eptesicus tatei Ellerman e Morrison-Scott, 1951
- Eptesicus ulapesensis